# Madame Segond-Weber (rose)
'Madame Segond-Weber' est un cultivar de rosier hybride de thé obtenu en 1907 par la maison luxembourgeoise Soupert & Notting et mis au commerce en 1908. Il doit son nom à la tragédienne française Madame Segond-Weber (1867-1945). Il faisait partie des grands succès internationaux du début du XXe siècle.

## Description
Le buisson au feuillage vert foncé de 'Madame Segond-Weber' est érigé et compact et s'élève à 120 cm. Il présente de grandes fleurs rose pâle très parfumées, au cœur plus vif. Elles sont très doubles et pleines (26-40 pétales), en forme de coupe ou semi-plates, et portées sur un pédoncule rigide, ce qui est une qualité pour les fleurs à couper. La floraison a lieu tout au long de la saison.
Sa zone de rusticité est de 6b à 9b ; il s'agit donc d'un rosier résistant au froid. On peut admirer cette variété à la roseraie du Val-de-Marne de L'Haÿ-les-Roses.
'Madame Segond-Weber' est issu du croisement 'Antoine Rivoire' (Pernet-Ducher 1895) x 'Souvenir de Victor Hugo' (Bonnaire 1884).
Un sport est découvert en 1929 par Louis Reymond, comme rosier grimpant, il s'agit de 'Madame Segond-Weber Climbing'.

## Distinctions
- Médaille d'or de Nancy, 1907
- Médaille d'or de Mannheim, 1907
- Primée à Bagatelle, 1907
- Médaille d'or du conseil municipal de Paris, 1908